# Математическая модель
Математи́ческая моде́ль — математическое представление реальности, один из вариантов модели как системы, исследование которой позволяет получать информацию о некоторой другой системе. Математическая модель, в частности, предназначена для прогнозирования поведения реального объекта, но всегда представляет собой ту или иную степень его идеализации.
Математи́ческим моделированием называют как саму деятельность, так и совокупность принятых приёмов и техник построения и изучения математических моделей.
Все естественные и общественные науки, использующие математический аппарат, по сути, занимаются математическим моделированием: заменяют объект исследования его математической моделью и затем изучают последнюю. 
С помощью математических методов описывается, как правило, идеальный объект или процесс, построенный на этапе содержательного моделирования.
Связь математической модели с реальностью осуществляется с помощью цепочки эмпирических законов, гипотез, идеализаций и упрощений.

## Определения
Математическая модель — это приближённое описание какого-либо класса явлений внешнего мира, выраженное математическими символами.
По Ляпунову, математическое моделирование — это опосредованное практическое или теоретическое исследование объекта, при котором непосредственно изучается не сам интересующий нас объект, а некоторая вспомогательная искусственная или естественная система (модель), находящаяся в некотором объективном соответствии с познаваемым объектом, способная замещать его в определённых отношениях и дающая при её исследовании, в конечном счёте, информацию о самом моделируемом объекте.
В других вариантах, математическая модель определяется как объект-заместитель объекта-оригинала, обеспечивающий изучение некоторых свойств оригинала, как «„эквивалент“ объекта, отражающий в математической форме важнейшие его свойства — законы, которым он подчиняется, связи, присущие составляющим его частям», как систему уравнений, или арифметических соотношений, или геометрических фигур, или комбинацию того и другого, исследование которых средствами математики должно ответить на поставленные вопросы о свойствах некоторой совокупности свойств объекта реального мира, как совокупность математических соотношений, уравнений, неравенств, описывающих основные закономерности, присущие изучаемому процессу, объекту или системе.
В автоматизированных системах управления математическая модель используется для определения алгоритма функционирования контроллера. Этот алгоритм определяет, как следует изменять управляющее воздействие в зависимости от изменения задающего для того, чтобы была достигнута цель управления.
Никакое определение не может в полном объёме охватить реально существующую деятельность по математическому моделированию. Несмотря на это, определения полезны тем, что в них делается попытка выделить наиболее существенные черты.

## Универсальность моделей
Важнейшие математические модели обычно обладают важным свойством универсальности: принципиально разные реальные явления могут описываться одной и той же математической моделью. Скажем, гармонический осциллятор описывает не только поведение груза на пружине, но и другие колебательные процессы, зачастую имеющие совершенно иную природу: малые колебания маятника, колебания уровня жидкости в
{\displaystyle U}-образном сосуде или изменение силы тока в колебательном контуре. Таким образом, изучая одну математическую модель, мы изучаем сразу целый класс описываемых ею явлений. Именно этот изоморфизм законов, выражаемых математическими моделями в различных сегментах научного знания, подвиг Людвига фон Берталанфи на создание «общей теории систем».
Вместе с тем, следует помнить, что модель сама по себе является объектом и может обладать некоторыми собственными свойствами, не имеющими отношения к моделируемому реальному объекту; однако встречаются публикации даже в солидных журналах, где исследуются именно те свойства сложных математических моделей, которые не имеют отношения к моделируемому объекту.

## Классификация моделей

### Формальная классификация моделей
Формальная классификация моделей основывается на классификации используемых математических средств. Часто строится в форме дихотомий. Например, один из популярных наборов дихотомий:
- Линейные или нелинейные модели[3];
- Сосредоточенные или распределённые системы[A: 1][4];
- Детерминированные или стохастические[5];
- Статические или динамические[5];
- Дискретные или непрерывные[5].

и так далее. Каждая построенная модель является линейной или нелинейной, детерминированной или стохастической, … Естественно, что возможны и смешанные типы: в одном отношении сосредоточенные (по части параметров), в другом — распределённые модели и т. д.

### Классификация по способу представления объекта
Наряду с формальной классификацией, модели различаются по способу представления объекта:
- Структурные или функциональные модели

Структурные модели представляют объект как систему со своим устройством и механизмом функционирования. Функциональные модели не используют таких представлений и отражают только внешне воспринимаемое поведение (функционирование) объекта. В их предельном выражении они называются также моделями «чёрного ящика».
Возможны также комбинированные типы моделей, которые иногда называют моделями «серого ящика».

### Содержательные и формальные модели
Практически все авторы, описывающие процесс математического моделирования, указывают, что сначала строится особая идеальная конструкция, содержательная модель. Устоявшейся терминологии здесь нет, и другие авторы называют этот идеальный объект концептуальная модель, умозрительная модель или предмодель. При этом финальная математическая конструкция называется формальной моделью или просто математической моделью, полученной в результате формализации данной содержательной модели (предмодели). Построение содержательной модели может производиться с помощью набора готовых идеализаций, как в механике, где идеальные пружины, твёрдые тела, идеальные маятники, упругие среды и т. п. дают готовые структурные элементы для содержательного моделирования. Однако в областях знания, где не существует полностью завершённых формализованных теорий (передний край физики, биологии, экономики, социологии, психологии, и большинства других областей), создание содержательных моделей резко усложняется.

### Содержательная классификация моделей
В работе Пайерлса дана классификация математических моделей, используемых в физике и, шире, в естественных науках. В книге А. Н. Горбаня и Р. Г. Хлебопроса эта классификация проанализирована и расширена. Эта классификация сфокусирована, в первую очередь, на этапе построения содержательной модели.

#### Гипотеза
Модели первого типа — гипотезы («такое могло бы быть»), «представляют собой пробное описание явления, причем автор либо верит в его возможность, либо считает даже его истинным». По Пайерлсу это, например, модель Солнечной системы по Птолемею и модель Коперника (усовершенствованная Кеплером), модель атома Резерфорда и модель Большого Взрыва.
Модели-гипотезы в науке не могут быть доказаны раз и навсегда, можно лишь говорить об их опровержении или неопровержении в результате эксперимента.
Если модель первого типа построена, то это означает, что она временно признаётся за истину и можно сконцентрироваться на других проблемах. Однако это не может быть точкой в исследованиях, но только вре́менной паузой: статус модели первого типа может быть только вре́менным.

#### Феноменологическая модель
Второй тип — феноменологическая модель («ведем себя так, как если бы…»), содержит механизм для описания явления, хотя этот механизм недостаточно убедителен, не может быть достаточно подтверждён имеющимися данными или плохо согласуется с имеющимися теориями и накопленным знанием об объекте. Поэтому феноменологические модели имеют статус вре́менных решений. Считается, что ответ всё ещё неизвестен, и необходимо продолжить поиск «истинных механизмов». Ко второму типу Пайерлс относит, например, модели теплорода и кварковую модель элементарных частиц.
Роль модели в исследовании может меняться со временем, может случиться так, что новые данные и теории подтвердят феноменологические модели и те будут повышены до статуса гипотезы. Аналогично новое знание может постепенно прийти в противоречие с моделями-гипотезами первого типа, и те могут быть переведены во второй. Так, кварковая модель постепенно переходит в разряд гипотез; атомизм в физике возник как временное решение, но с ходом истории перешёл в первый тип. А вот модели эфира проделали путь от типа 1 к типу 2, а сейчас находятся вне науки.
Идея упрощения очень популярна при построении моделей. Но упрощение бывает разным. Пайерлс выделяет три типа упрощений в моделировании.

#### Приближение
Третий тип моделей — приближения («что-то считаем очень большим или очень малым»). Если можно построить уравнения, описывающие исследуемую систему, то это не значит, что их можно решить даже с помощью компьютера. Общепринятый приём в этом случае — использование приближений (моделей типа 3). Среди них модели линейного отклика. Уравнения заменяются линейными. Стандартный пример — закон Ома.
Если мы используем модель идеального газа для описания достаточно разреженных газов, то это — модель типа 3 (приближение). При более высоких плотностях газа тоже полезно представлять себе более простую ситуацию с идеальным газом для качественного понимания и оценок, но тогда это уже тип 4.

#### Упрощение
Четвёртый тип — упрощение («опустим для ясности некоторые детали»), в такой отбрасываются детали, которые могут заметно и не всегда контролируемо повлиять на результат. Одни и те же уравнения могут служить моделью типа 3 («приближение») или 4 («опустим для ясности некоторые детали») — это зависит от явления, для изучения которого используется модель. Так, если модели линейного отклика применяются при отсутствии более сложных моделей (то есть не производится линеаризация нелинейных уравнений, а просто ищутся линейные уравнения, описывающие объект), то это уже феноменологические линейные модели, и относятся они к следующему типу 4 (все нелинейные детали «для ясности» опускаем).
Примеры: применение модели идеального газа к неидеальному, уравнение состояния Ван-дер-Ваальса, большинство моделей физики твердого тела, жидкостей и ядерной физики. Путь от микроописания к свойствам тел (или сред), состоящих из большого числа частиц, очень длинен. Приходится отбрасывать многие детали. Это приводит к моделям четвёртого типа.

#### Эвристическая модель
Пятый тип — эвристическая модель («количественного подтверждения нет, но модель способствует более глубокому проникновению в суть дела»), такая модель сохраняет лишь качественное подобие реальности и даёт предсказания только «по порядку величины». Типичный пример — приближение средней длины свободного пробега в кинетической теории. Оно даёт простые формулы для коэффициентов вязкости, диффузии, теплопроводности, согласующиеся с реальностью по порядку величины.
Но при построении новой физики далеко не сразу получается модель, дающая хотя бы качественное описание объекта — модель пятого типа. В этом случае часто используют модель по аналогии, отражающую действительность хоть в какой-нибудь черте.

#### Аналогия
Тип шестой — модель-аналогия («учтём только некоторые особенности»). Пайерлс приводит историю использования аналогий в первой статье Гейзенберга о природе ядерных сил.

#### Мысленный эксперимент
Седьмой тип моделей — мысленный эксперимент («главное состоит в опровержении возможности»). Такой тип моделирования часто использовался Эйнштейном, в частности, один из таких экспериментов привёл к построению специальной теории относительности. Предположим, что в классической физике мы движемся за световой волной со скоростью света. Мы будем наблюдать периодически меняющееся в пространстве и постоянное во времени электромагнитное поле. Согласно уравнениям Максвелла, этого быть не может. Отсюда Эйнштейн заключил: либо законы природы меняются при смене системы отсчёта, либо скорость света не зависит от системы отсчёта, и выбрал второй вариант.

#### Демонстрация возможности
Восьмой тип — демонстрация возможности («главное — показать внутреннюю непротиворечивость возможности»), такого рода модели тоже мысленные эксперименты с воображаемыми сущностями, демонстрирующие, что предполагаемое явление согласуется с базовыми принципами и внутренне непротиворечиво. В этом основное отличие от моделей типа 7, которые вскрывают скрытые противоречия.
Один из самых знаменитых таких экспериментов — геометрия Лобачевского. (Лобачевский называл её «воображаемой геометрией».) Парадокс Эйнштейна — Подольского — Розена был задуман как мысленный эксперимент для демонстрации противоречивости квантовой механики, но незапланированным образом со временем превратился в модель 8 типа — демонстрацию возможности квантовой телепортации информации.
В основе содержательной классификации — этапы, предшествующие математическому анализу и вычислениям. Восемь типов моделей по Пайерлсу суть восемь типов исследовательских позиций при моделировании.

### Сложность моделируемой системы
Предложено выделять три уровня сложности систем: простые физические, сложные физические и биологические системы, — причём отмечено, что в большинстве случаев недопустима редукция более сложных систем к более простым.

### Жёсткие и мягкие модели
Академик А. Андронов выделял три вида неустойчивости моделей, связанных с внесением малых изменений в систему: 1) неустойчивость к изменению начальных условия (нарушение условия устойчивости Ляпунова), 2) неустойчивость к малым изменением параметров, которые не приводят к изменению числа степеней свободы системы и 3) неустойчивость к малым изменением параметров, которые влекут изменение числа степеней свободы системы. Системы, в которых наблюдается неустойчивость к малым изменениям параметров с изменением числа степеней свободы системы, было принято обозначать как «негрубые». Позднее их стали обозначать как «жёсткие» модели.
Гармонический осциллятор — пример «жёсткой» модели; она получена в результате сильной идеализации реальной физической системы:
{\displaystyle m{\ddot {x}}=-kx},
где {\displaystyle {\ddot {x}}} означает вторую производную от {\displaystyle x} по времени: {\displaystyle {\ddot {x}}={\frac {d^{2}x}{dt^{2}}}}.
По формальной классификации эта модель линейная, детерминистская, динамическая, сосредоточенная, непрерывная. В процессе её построения было сделано множество допущений (об отсутствии внешних сил, отсутствии трения, малости отклонений и т. д.), которые в реальности могут не выполняться.
По отношению к реальности это, чаще всего, модель типа 4 упрощение («опустим для ясности некоторые детали»), поскольку опущены некоторые существенные универсальные особенности (например, диссипация). В некотором приближении (скажем, пока отклонение груза от равновесия невелико, при малом трении, в течение не слишком большого времени и при соблюдении некоторых других условий), такая модель достаточно хорошо описывает реальную механическую систему, поскольку отброшенные факторы оказывают пренебрежимо малое влияние на её поведение. Однако модель можно уточнить, приняв во внимание какие-то из этих факторов. Это приведёт к новой модели, с более широкой (хотя и снова ограниченной) областью применимости.
Свойства гармонического осциллятора качественно изменяются малыми возмущениями. Например, если добавить в правую часть малое слагаемое {\displaystyle -\varepsilon {\dot {x}}} (трение) ({\displaystyle \varepsilon >0} — некоторый малый параметр), то получим экспоненциально затухающие колебания, если изменить знак добавочного слагаемого {\displaystyle (\varepsilon {\dot {x}})} то трение превратится в накачку и амплитуда колебаний будет экспоненциально возрастать.
Для решения вопроса о применимости жёсткой модели необходимо понять, насколько существенными являются факторы, которыми мы пренебрегли. Нужно исследовать мягкие модели, получающиеся малым возмущением жёсткой. Для гармонического осциллятора они могут задаваться, например, следующим уравнением:
{\displaystyle m{\ddot {x}}=-kx+\varepsilon f(x,{\dot {x}})}.
Здесь {\displaystyle f(x,{\dot {x}})} — некоторая функция, в которой может учитываться сила трения или зависимость коэффициента жёсткости пружины от степени её растяжения. Явный вид функции {\displaystyle f} нас в данный момент не интересует.
Если мы докажем, что поведение мягкой модели принципиально не отличается от поведения жёсткой (вне зависимости от явного вида возмущающих факторов, если они достаточно малы), задача сведётся к исследованию жёсткой модели. В противном случае применение результатов, полученных при изучении жёсткой модели, потребует дополнительных исследований.
Если система сохраняет своё качественное поведение при малом возмущении, говорят, что она структурно устойчива. Гармонический осциллятор — пример структурно-неустойчивой (негрубой) системы. Тем не менее, эту модель можно применять для изучения процессов на ограниченных промежутках времени.

## Прямая и обратная задачи математического моделирования
Существует множество задач, связанных с математическим моделированием. Во-первых, надо придумать основную схему моделируемого объекта, воспроизвести его в рамках идеализаций данной науки. Так, вагон поезда превращается в систему пластин и более сложных тел из разных материалов, каждый материал задаётся как его стандартная механическая идеализация (плотность, модули упругости, стандартные прочностные характеристики), после чего составляются уравнения, по дороге какие-то детали отбрасываются как несущественные, производятся расчёты, сравниваются с измерениями, модель уточняется, и так далее. Однако для разработки технологий математического моделирования полезно разобрать этот процесс на основные составные элементы.
Традиционно выделяют два основных класса задач, связанных с математическими моделями: прямые и обратные.
Прямая задача: структура модели и все её параметры считаются известными, главная задача — провести исследование модели для извлечения полезного знания об объекте. Какую статическую нагрузку выдержит мост? Как он будет реагировать на динамическую нагрузку (например, на марш роты солдат, или на прохождение поезда на различной скорости), как самолёт преодолеет звуковой барьер, не развалится ли он от флаттера, — вот типичные примеры прямой задачи. Постановка правильной прямой задачи (задание правильного вопроса) требует специального мастерства. Если не заданы правильные вопросы, то мост может обрушиться, даже если была построена хорошая модель для его поведения. Так, в 1879 г. в Великобритании обрушился металлический Железнодорожный мост через Ферт-оф-Тей, конструкторы которого построили модель моста, рассчитали его на 20-кратный запас прочности на действие полезной нагрузки, но забыли о постоянно дующих в тех местах ветрах. И через полтора года он рухнул.
В простейшем случае (одно уравнение осциллятора, например) прямая задача очень проста и сводится к явному решению этого уравнения.
Обратная задача: известно множество возможных моделей, надо выбрать конкретную модель на основании дополнительных данных об объекте. Чаще всего структура модели известна, и необходимо определить некоторые неизвестные параметры. Дополнительная информация может состоять в дополнительных эмпирических данных, или в требованиях к объекту (задача проектирования). Дополнительные данные могут поступать независимо от процесса решения обратной задачи (пассивное наблюдение) или быть результатом специально планируемого в ходе решения эксперимента (активное наблюдение).
Одним из первых примеров виртуозного решения обратной задачи с максимально полным использованием доступных данных был построенный Ньютоном метод восстановления сил трения по наблюдаемым затухающим колебаниям.
В качестве другого примера можно привести математическую статистику. Задача этой науки — разработка методов регистрации, описания и анализа данных наблюдений и экспериментов с целью построения вероятностных моделей массовых случайных явлений. То есть множество возможных моделей ограничено вероятностными моделями. В конкретных задачах множество моделей ограничено сильнее.

## Компьютерные системы моделирования
Для поддержки математического моделирования разработаны системы компьютерной математики, например, Maple, Mathematica, Mathcad, MATLAB, VisSim, а также Scilab и др. Они позволяют создавать формальные и блочные модели как простых, так и сложных процессов и устройств и легко менять параметры моделей в ходе моделирования. Блочные модели представлены блоками (чаще всего графическими), набор и соединение которых задаются диаграммой модели.

## Примеры

### Модель Мальтуса
Согласно модели, предложенной Мальтусом, скорость роста пропорциональна текущему размеру популяции, то есть описывается дифференциальным уравнением:
{\displaystyle {\dot {x}}=\alpha x},
где {\displaystyle \alpha } — некоторый параметр, определяемый разностью между рождаемостью и смертностью. Решением этого уравнения является экспоненциальная функция {\displaystyle x(t)=x_{0}e^{\alpha t}}. Если рождаемость превосходит смертность ({\displaystyle \alpha >0}), размер популяции неограниченно и очень быстро возрастает. В действительности этого не может происходить из-за ограниченности ресурсов. При достижении некоторого критического объёма популяции модель перестаёт быть адекватной, поскольку не учитывает
ограниченность ресурсов. Уточнением модели Мальтуса может служить логистическая модель, которая описывается дифференциальным уравнением Ферхюльста:
{\displaystyle {\dot {x}}=\alpha \left(1-{\frac {x}{x_{s}}}\right)x},
где {\displaystyle x_{s}} — «равновесный» размер популяции, при котором рождаемость в точности компенсируется смертностью. Размер популяции в такой модели стремится к равновесному значению {\displaystyle x_{s}}, причём такое поведение структурно устойчиво.

### Модель Бонхёффера—ван дер Поля
Модель, предложенную в статье Ричарда ФитцХью 1961 года, принято рассматривать как классический пример исследования концептуальных моделей быстро-медленных систем. В канонической форме она записывается как
{\displaystyle \varepsilon {\ddot {x}}+(x^{2}-1){\dot {x}}+x-by-a=0}.
Ричард ФитцХью получил эту модель как результат обобщения уравнения ван дер Поля и модели, предложенной немецким химиком Карлом-Фридрихом Бонхёффером.
В то время как уравнение (и соответствующая система) ван дер Поля является концептуальной моделью предельного цикла, уравнение (и соответствующая система) Бонхёффер—ван дер Поля классифицируется как концептуальная модель автоволновых процессов. На её основе создано большое количество предметных, формально—кинетических, моделей химических и биологических колебательных систем.

### Система хищник-жертва
Допустим, что на некоторой территории обитают два вида животных: кролики (питающиеся растениями) и лисы (питающиеся кроликами). 
Пусть число кроликов {\displaystyle x}, число лис {\displaystyle y}. Используя модель Мальтуса с необходимыми поправками, учитывающими поедание кроликов лисами, приходим к следующей системе, носящей имя модели Лотки — Вольтерры:
{\displaystyle {\begin{cases}{\dot {x}}=(\alpha -cy)x\\{\dot {y}}=(-\beta +dx)y\end{cases}}}
Поведение данной системы не является структурно устойчивым: малое изменение параметров модели (например, учитывающее ограниченность ресурсов, необходимых кроликам) может привести к качественному изменению поведения.
При некоторых значениях параметров эта система имеет равновесное состояние, когда число кроликов и лис постоянно. Отклонение от этого состояния приводит к постепенно затухающим колебаниям численности кроликов и лис.
Возможна и противоположная ситуация, когда любое малое отклонение от положения равновесия приведёт к катастрофическим последствиям, вплоть до полного вымирания одного из видов. На вопрос о том, какой из этих сценариев реализуется, модель Вольтерры — Лотки ответа не даёт: здесь требуются дополнительные исследования.

### Книги
1. 1 2  Андронов А. А., Витт А. А., Хайкин С. Э. Теория колебаний. — 2-е изд., перераб. и испр.. — М.: Наука, 1981. — 918 с.
2. ↑  Математический энциклопедический словарь / Гл. ред. Прохоров Ю. В.. — М.: Сов. энциклопедия, 1988. — 847 с.
3. ↑  Новик И. Б. О философских вопросах кибернетического моделирования. — М.: Знание, 1964.
4. ↑  Советов Б. Я., Яковлев С. А. Моделирование систем: Учеб. для вузов. — 3-е изд., перераб. и доп.. — М.: Высш. шк., 2001. — 343 с. — ISBN 5-06-003860-2. Архивировано 27 декабря 2009 года.
5. ↑  Самарский А. А., Михайлов А. П. Математическое моделирование. Идеи. Методы. Примеры. — 2-е изд., испр. — М.: Физматлит, 2001. — ISBN 5-9221-0120-X. Архивировано 13 сентября 2009 года.
6. ↑  Мышкис А. Д. Элементы теории математических моделей. — 3-е изд., испр.. — М.: КомКнига, 2007. — 192 с. — ISBN 978-5-484-00953-4. Архивировано 24 апреля 2010 года.
7. ↑  Севостьянов, А. Г., Севостьянов, П. А. Моделирование технологических процессов: учебник. — М.: Легкая и пищевая промышленность, 1984. — 344 с.
8. ↑  Ротач В. Я. Теория автоматического управления. — 1-е. — М.: ЗАО «Издательский дом МЭИ», 2008. — 333 с. — ISBN 978-5-383-00326-8.
9. ↑  Скоринкин А. И. Математическое моделирование биологических процессов. — Казань: Казан. ун-т, 2015. — 86 с.
10. ↑  Блехман И. И., Мышкис А. Д., Пановко Н. Г. Прикладная математика: Предмет, логика, особенности подходов. С примерами из механики: Учебное пособие. — 3-е изд., испр. и доп.. — М.: УРСС, 2006. — 376 с. — ISBN 5-484-00163-3.
11. ↑  Мищенко Е. Ф., Колесов Ю. С., Колесов А. Ю., Розов Н. Х. Периодические движения и бифуркационные процессы в сингулярно возмущённых системах. — М.: Физматлит, 1995. — 336 p. — ISBN 5-02-015129-7.
12. ↑  Мищенко Е. Ф., Садовничий В. А., Колесов А. Ю., Розов Н. Х. Многоликий хаос. — М.: Физматлит, 2012. — 432 p. — ISBN 978-5-9221-1423-3.
13. ↑  Арнольд В. И. Жёсткие и мягкие математические модели. — М.: МЦНМО, 2004. — ISBN 5-94057-134-4. Архивировано 14 декабря 2004 года.
14. ↑  Вероятностные разделы математики / Под ред. Ю. Д. Максимова. — СПб.: «Иван Фёдоров», 2001. — С. 400. — 592 с. — ISBN 5-81940-050-X.
15. ↑  Дьяконов В. П. Matlab R2006/2007/2008. Simulink 5/6/7. Основы применения. — М.: Солон-Пресс, 2008. — 800 с. — (Библиотека профессионала). — ISBN 978-5-91359-042-8.

### Статьи
1. ↑  Анищенко В. С. Динамические системы // Соросовский образовательный журнал. — 1997. — № 11. — С. 77—84.
2. ↑  FitzHugh R. Impulses and physiological states in theoretical models of nerve membrane (англ.) // Biophys. J. : журнал. — 1961. — Vol. 1. — P. 445–466.
3. ↑  Москаленко  А. В., Тетуев  Р. К., Махортых  С. А. К  вопросу  о  современном  состоянии  теории  колебаний // Препринты ИПМ им. М. В. Келдыша : журнал. — 2019. — № 44. — С. 1–32. — ISSN 2071-2901. — doi:10.20948/prepr-2019-44.